# Tephromela pertusarioides
Tephromela pertusarioides är en lavart som först beskrevs av Degel., och fick sitt nu gällande namn av Hafellner & Cl. Roux. Tephromela pertusarioides ingår i släktet Tephromela och familjen Mycoblastaceae.  Arten är reproducerande i Sverige. Inga underarter finns listade i Catalogue of Life.